# Sýkořice
Sýkořice (en allemand : Sikorschitz) est une commune du district de Rakovník, dans la région de Bohême-Centrale, en République tchèque. Sa population s'élevait à 537 habitants en 2020.

## Géographie
Sýkořice se trouve à 13 km au nord-ouest de Beroun, à 16 km au sud-est de Rakovník et à 35,5 km à l'ouest-sud-ouest de Prague.
La commune est limitée par Běleč au nord-est, par Nižbor à l'est et au sud, par Račice au sud-ouest, et par Zbečno à l'ouest et au nord.

## Histoire
La première mention écrite de la localité date de 1581.

## Transports
Par la route, Sýkořice se trouve à 19 km de Beroun, à 22 km de Rakovník et à 44 km du centre de Prague.

## Personnalité liée à la commune
- Joachim-Egon de Fürstenberg (1923-2002), entrepreneur allemand et chef de la maison von und zu Fürstenberg né dans la commune.